# Борисове
Бори́сове —  село в Україні,у Коропській селищній громаді Новгород-Сіверського району  Чернігівської області. Населення становить 11 осіб. До 2016 у складі Вільненської сільської ради. Від 2016 орган місцевого самоврядування — Коропська селищна рада. 

## Символіка
На гербі зображені дві дубові гілочки і пшеничний колосок, що символізує поля і ліси біля села.

## Історія
12 червня 2020 року, відповідно до розпорядження Кабінету Міністрів України № 730-р «Про визначення адміністративних центрів та затвердження територій територіальних громад Чернігівської області», увійшло до складу Коропської селищної громади.
19 липня 2020 року, в результаті адміністративно-територіальної реформи та ліквідації Коропського району, увійшло до складу Новгород-Сіверського району Чернігівської області.